# Белостоматиды
Белостоматиды, или белостомы (лат. Belostomatidae) — семейство водных полужесткокрылых насекомых из подотряда клопов. Распространены преимущественно в тропических областях.

## Описание
К этому семейству относятся самые крупные водные клопы. Тело удлинённо-овальное от 1 до 11 см. Окраска как правило бурая, иногда с нечёткими пятнами.

## Экология
У представителей подсемейства Belostomatinae самки откладывают яйца на спинку самцов, которые вынашивают кладку.
Клопы этого семейства — хищники.

## Классификация
В мировой фауне около 170 видов.
- Подсемейство Belostomatinae Leach, 1815
  - Род Abedus Stål, 1862
  - Род Appasus Amyot and Serville, 1843
  - Род Belostoma Latreille, 1807
  - Род Diplonychus Laporte, 1833
  - Род Hydrocyrius Spinola, 1850
  - Род Limnogeton Mayr, 1853
  - Род Weberiella De Carlo, 1966

- Подсемейство Horvathiniinae Lauck and Menke, 1961
  - Род Horvathinia Montandon, 1911

- Подсемейство Lethocerinae Lauck and Menke, 1961
  - Род Benacus Stål, 1861
  - Род Kirkaldyia Montandon, 1899
  - Род Lethocerus Mayr, 1853

## Палеонтология
Древнейшие ископаемые представители известны с позднего триаса.

## Распространение
Семейство имеет почти всесветное распространение, отсутствуют только в Антарктиде и на островах Тихого океана. Максимальное разнообразие в Южной Америке (111 видов).